# Sciara varipes
Sciara varipes är en tvåvingeart som beskrevs av Walker 1865. Sciara varipes ingår i släktet Sciara och familjen sorgmyggor. Inga underarter finns listade i Catalogue of Life.